# Allium azaurenum
Allium azaurenum är en amaryllisväxtart som beskrevs av René Gombault. Allium azaurenum ingår i släktet lökar, och familjen amaryllisväxter.
Artens utbredningsområde är Syrien. Inga underarter finns listade i Catalogue of Life.